# Halfdan T. Mahler
Halfdan Theodor Mahler (Vivild, 21 de abril de 1923 – 14 de dezembro de 2016) foi um médico dinarmaquês. Foi diretor-geral da Organização Mundial da Saúde (OMS) por três mandatos, de 1973 a 1988, e é conhecido pelo esforço no combate à tuberculose e pelo seu papel relevante na elaboração da Declaração de Alma-Ata que definiu a estratégia Saúde para Todos no Ano 2000.